# Cristea Caralulis
Cristea Caralulis ou Christian Caralulis est un joueur roumain de tennis né à Bucarest en 1915 et mort au XXe siècle. Finaliste du double mixte de Roland-Garros en 1947.

## Carrière
Demi-finale à Monte-Carlo en 1948 avec une victoire sur Sidney Wood en quart.
Champion national en 1937 et 1952.
Le centre national de tennis de Bucarest, rue Pierre de Coubertin, s'appelle Centrul National De Tenis Cristea Caralulis.

## Palmarès

### Finale en double mixte
| No | Date       | Nom et lieu du tournoi         | Catégorie | Surface      | Vainqueurs                   | Partenaire           | Score    |          |
| -- | ---------- | ------------------------------ | --------- | ------------ | ---------------------------- | -------------------- | -------- | -------- |
| 1  | 14-07-1947 | Internationaux de France Paris | G. Chelem | Terre (ext.) | Sheila Piercey Eric Sturgess | Jadwiga Jędrzejowska | 6-0, 6-0 | Parcours |

## Grand Chelem

### Parcours en simple
Il joue à Roland-Garros en 1947 (1/16).
Il joue à Wimbledon en 1939 (1/64) et 1947 (1/64).

## Coupe Davis
Il joue 4 rencontres en 1937, 1938, 1939, 1948. 3 victoires pour 5 défaites en simple et 1 victoire pour 3 défaites en double.

Lors de la rencontre face à la France en 1948 à Bucarest, son compatriote Gheorghe Viziru remporte le premier simple en battant Bernard Destremau, Caralulis fait ensuite l'exploit en battant Marcel Bernard. Ils mènent alors 2 à 0 à la fin de la première journée, ils perdent ensuite le double contre Henri Bolelli et Bernard puis les deux derniers simples.
Il fut capitaine de l'équipe Roumaine de Coupe Davis dans les années 1970.

## Référence
1. ↑  (ro) tenis.info.ro
2. ↑  daviscup.com
3. ↑  (en) Tennis Archives